# Distrito electoral local 20 de Tabasco
El Distrito Electoral Local 20 de Tabasco es uno de los 21 Distritos Electorales en los que se encuentra dividido el territorio del estado de Tabasco. Su cabecera es la ciudad de Paraíso, en el municipio de Paraíso, Tabasco.
Desde la redistritación de 2016 está formado por 18 secciones electorales ubicadas en el municipio de Comalcalco y 45 en el municipio de Paraíso.

## Distritación actual

### Distritación electoral de 2016
El 30 de noviembre de 2016, el acuerdo del Consejo Estatal del Instituto de Electoral y de Participación Ciudadana de Tabasco determinó establecer la cabecera del Distrito Electoral Local 20 de Tabasco en la ciudad de Paraíso, en el municipio de Paraíso, Tabasco y conformarlo de la siguiente manera:
- Municipio de Comalcalco: 18 secciones electorales; de la 538 a la 547 , de la 549 a la 550, 552, 557, de la 559 a la 561, y la sección 572.
- Municipio de Paraíso: 45 secciones electorales; de la 991 a la 1035.

## Distritaciones anteriores

### Distritación electoral de 2002
La redistritación de 2002 creó el nuevo Distrito Electoral Local 20 de Tabasco en el municipio de Centro, denominándolo Centro Oriente, con cabecera distrital en la ciudad de Villahermosa.

### Distritación electoral de 2011
El acuerdo del Consejo Estatal del Instituto de Electoral y de Participación Ciudadana de Tabasco (IEPCT) publicado en el Periódico Oficial del Estado de Tabasco, el 24 de noviembre de 2011 estableció que el Distrito Electoral Local 20 de Tabasco tuviera su cabecera en la ciudad de Paraíso, y cambió su ubicación a los municipios de Paraíso y Comalcalco.

## Diputados por el distrito
| Diputado                                                              | Partido por el que fue electo (a)                                                                                              | Grupo Parlamentario                  | Legislatura       | Periodo                                      | Cabecera Distrital |
| --------------------------------------------------------------------- | --- | ------------------------------------ | ----------------- | -------------------------------------------- | ------------------ |
| Rosalinda López Hernández                                             | Partido de la Revolución Democrática                                                                                           | Partido de la Revolución Democrática | LVIII Legislatura | 1 de enero de 2004 - 31 de diciembre de 2006 | Centro Oriente     |
| Amalín Yabur Elias                                                    | Partido Revolucionario Institucional                                                                                           | Partido Revolucionario Institucional | LIX Legislatura   | 1 de enero de 2007 - 31 de diciembre de 2009 | Centro Oriente     |
| Juan José Peralta Fócil                                               | Partido de la Revolución Democrática                                                                                           | Partido de la Revolución Democrática | LX Legislatura    | 1 de enero de 2010 - 31 de diciembre de 2012 | Centro Oriente     |
| Carlos Mario de la Cruz Alejandro                                     | Coalición Compromiso por Tabasco Partido Revolucionario Institucional Partido Verde Ecologista de México Partido Nueva Alianza | Partido Revolucionario Institucional | LXI Legislatura   | 1 de enero de 2013 - 31 de diciembre de 2015 | Paraíso            |
| Ana Luisa Castellanos Hernández                                       | Candidatura Común Partido de la Revolución Democrática Partido Nueva Alianza                                                   | Partido de la Revolución Democrática | LXII Legislatura  | 1 de enero de 2016 - 4 de septiembre de 2018 | Paraíso            |
| Beatriz Milland Pérez                                                 | Movimiento Regeneración Nacional                                                                                               | Movimiento Regeneración Nacional     | LXIII Legislatura | 5 de septiembre de 2018 - 9 de abril de 2021 | Paraíso            |
| Perla Clara del Rocío Pérez de la Cruz Suplió a Beatriz Milland Pérez | Movimiento Regeneración Nacional                                                                                               | Movimiento Regeneración Nacional     | LXIII Legislatura | 12 de abril de 2021 - 7 de junio de 2021     | Paraíso            |
| Beatriz Milland Pérez                                                 | Movimiento Regeneración Nacional                                                                                               | Movimiento Regeneración Nacional     | LXIII Legislatura | 8 de junio de 2021 - 4 de septiembre de 2021 | Paraíso\|          |
| Laura Patricia Avalos Magaña                                          | Movimiento Regeneración Nacional                                                                                               | Movimiento Regeneración Nacional     | LXIV Legislatura  | Por iniciar                                  | Paraíso            |